# Sporenpflanzen

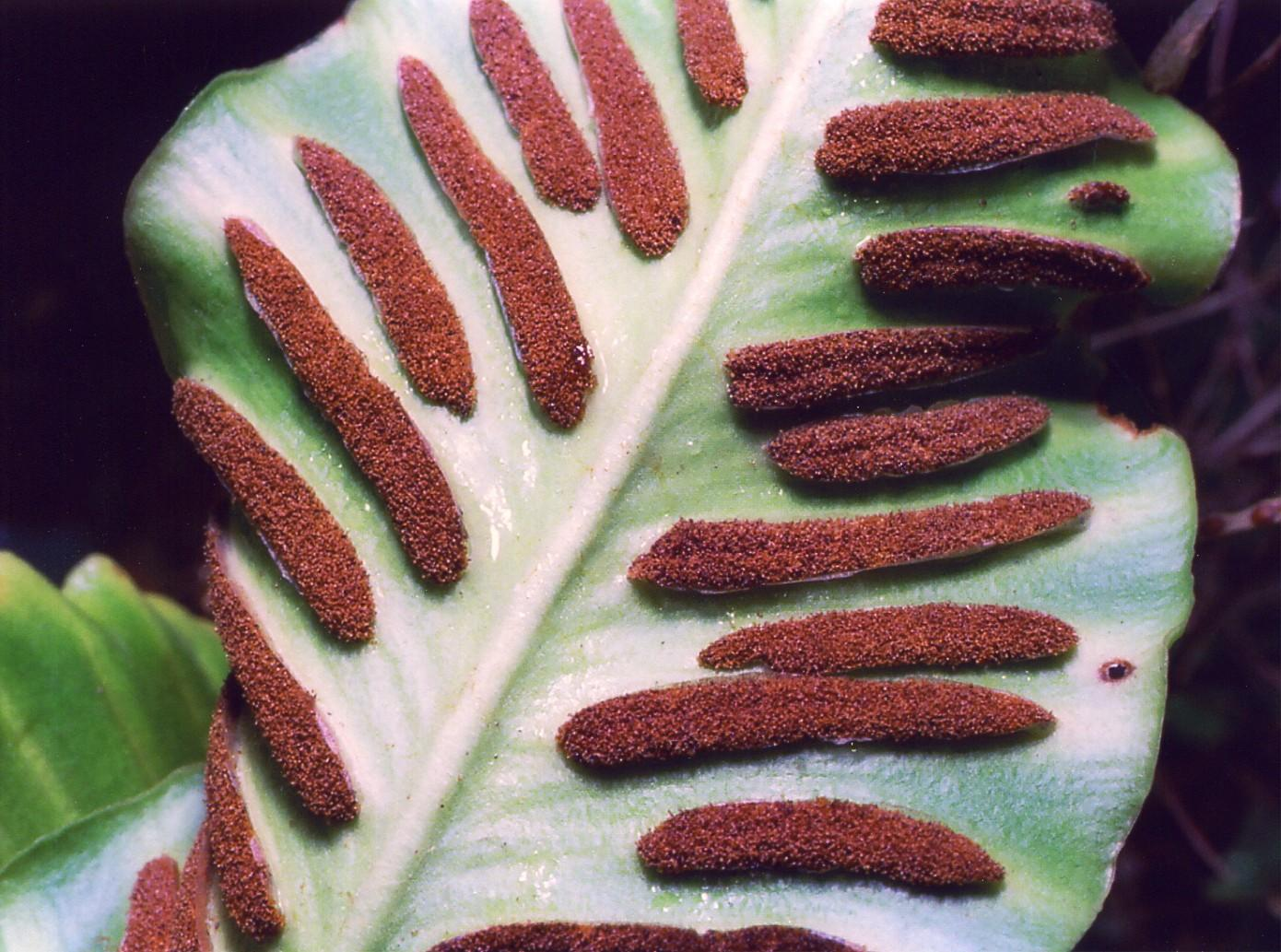
Sporenträger (zu Sori gruppierte Sporangien) beim Hirschzungenfarn (Asplenium scolopendrium)

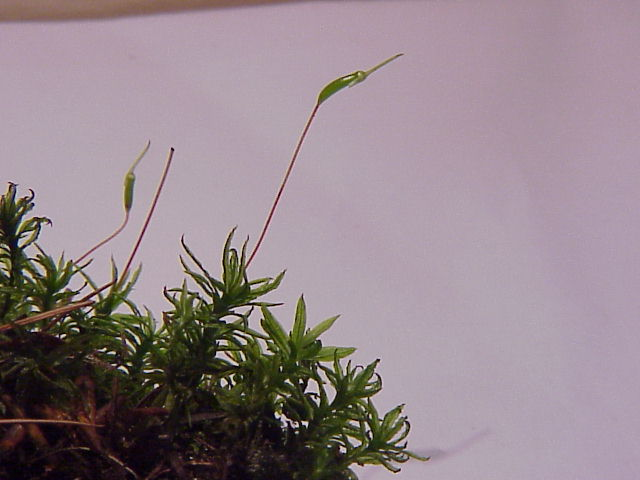
Atrichum undulatum, Sporenträger bei Moosen

Sporenpflanzen sind Pflanzen, die als Verbreitungsorgane Sporen haben. Sporenpflanzen sind keine botanische taxonomische Gruppe (Taxon), da sie nicht monophyletisch sind.
Zwei Gruppen von Landpflanzen sind Sporenpflanzen:
- Gefäßsporenpflanzen (Pteridophyta)
- Moose (Bryophyta)

Sie stehen damit im Gegensatz zu den Samenpflanzen (Spermatophyta), bei denen die Samen die Verbreitungsorgane sind. Diese drei Gruppen bilden zusammen die Landpflanzen (Embryophyta). Samenpflanzen und Gefäßsporenpflanzen bilden zusammen das Unterreich Gefäßpflanzen (Tracheobionta).
Im Reich Pilze (Fungi) gibt es auch Sporen als Verbreitungsorgane. Auch Bakterien, Protozoen und Algen bilden Sporen. Algen sind niedere Pflanzen, nicht jedoch Blaualgen, Pilze und Bakterien, die jeweils eigene Reiche von Organismen sind.